# 倫子女王
倫子女王（1738年3月10日—1771年9月28日，即生於元文3年1月20日，卒於明和8年8月20日），江戶時代後期的日本皇族，也是德川幕府第10代將軍德川家治的正室。
倫子女王在京都出生，是閑院宮直仁親王第6女，母親是閑院宮家的侍女讚岐。1748年（寬延元年）10月，京都所司代牧野貞通與朝廷交涉，決定將倫子女王嫁給德川家治。1749年（寬延2年）倫子女王離開京都，同年3月一到達江戶即被迎入江戶城濱御殿。1754年（寶曆4年）12月輿入江戶城西之丸，被稱為「御簾中」。1756年（寶曆6年）7月，她與家治之間的長女千代姬出生，但孩子2歲時便夭折了。1760年（寶曆10年）4月，倫子女王移入江戶城本丸居住，正式被稱為「御台所」。同年8月晉升為從三位，9月其丈夫德川家治成為德川幕府第10代征夷大將軍。1761年（寶曆11年）8月，次女萬壽姬（乘台院）出生，但此女13歲時也夭亡了。
1771年（明和8年）8月20日，年輕的倫子女王去世，年僅34歲，3日後追晉為從二位。她被葬於江戶上野春性院，法名心觀院。1783年（天明3年）8月追贈為從一位。